# Hydropsyche serpentina
Hydropsyche serpentina là một loài Trichoptera trong họ Hydropsychidae. Chúng phân bố ở miền Cổ bắc.